# عرقون ثلاثي الألوان
عرقون ثلاثي الألوان (الاسم العلمي: Euphrasia tricolor) هو نوع غير مؤكد من النباتات يتبع جنس العرقون من الفصيلة الهالوكية.